# Rue Jean-Baptiste-Dumas
La rue Jean-Baptiste-Dumas est une voie du 17e arrondissement de Paris, en France.
À ne pas confondre avec la rue Jean-Baptiste-Dumay, située dans le 20e arrondissement.

## Situation et accès
La rue Jean-Baptiste-Dumas est une voie publique située dans le 17e arrondissement de Paris. Elle débute au 44, rue Bayen et se termine au 57-63, rue Laugier.
Elle est située dans le quartier où ont été groupés des noms de savants.

## Origine du nom

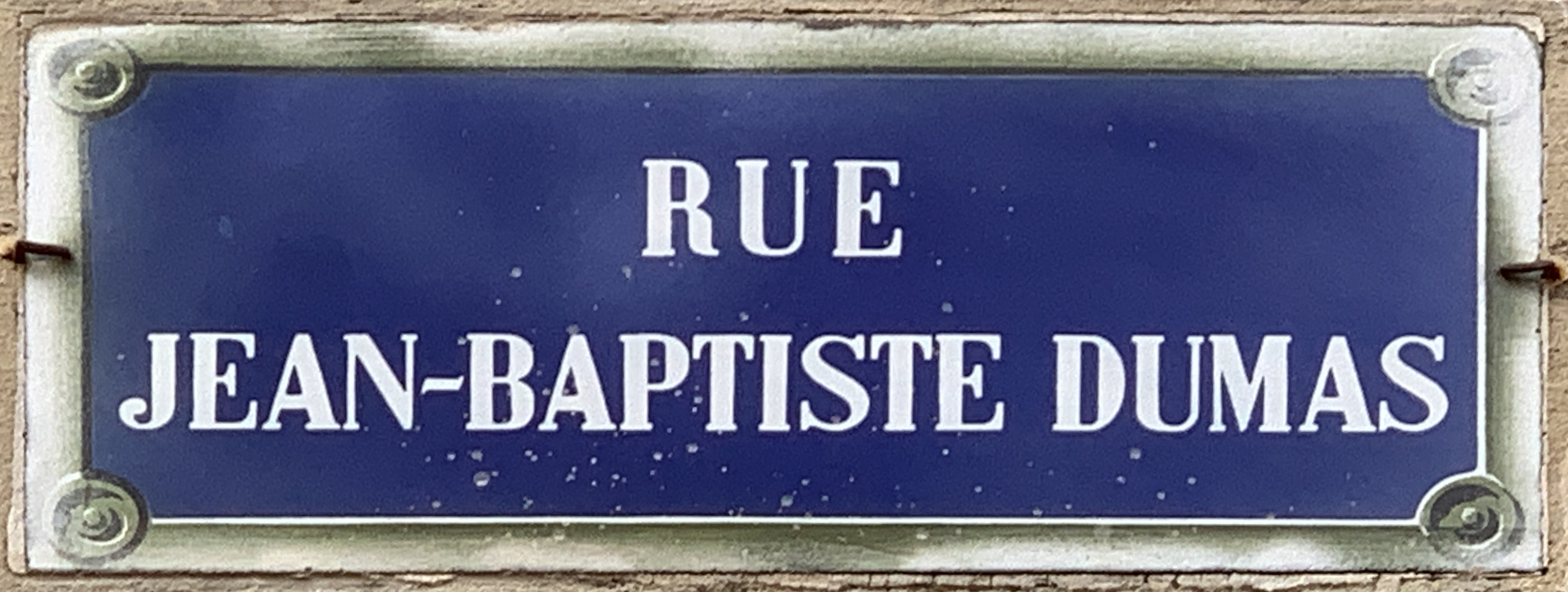
Plaque de la rue.

Elle porte le nom du chimiste et homme d'État français, Jean-Baptiste Dumas (1800-1884), président du Conseil municipal de Paris de 1857 à 1870. 

## Historique
La voie est ouverte en 1892 et prend sa dénomination actuelle par arrêté du 28 décembre 1894.

## Bâtiments remarquables et lieux de mémoire
L'atelier de peinture d'Angèle Delasalle (1867-1939) se situait au no 3 de cette rue.
En 1962, l'espionne soviétique Lydia Tows résidait au no 3.